# Tribal (lớp tàu khu trục) (1936)
Lớp tàu khu trục Tribal, còn được gọi là lớp Afridi, là một lớp tàu khu trục được chế tạo cho Hải quân Hoàng gia Anh, Canada và Australia ngay trước Chiến tranh Thế giới thứ hai. Xuất phát từ một thiết kế thất bại về một kiểu tàu tuần dương hạng nhẹ dành cho hạm đội, nó trở thành một tàu khu trục nhanh, mạnh mẽ, nhấn mạnh về vũ khí hải pháo hơn là ngư lôi để đối phó với những thiết kế mới của Nhật Bản, Đức và Ý. Những chiếc thuộc lớp Tribal được thủy thủ đoàn và công luận tán thưởng trong hoạt động nhờ sức mạnh của chúng, thường trở thành biểu tượng gây thanh thế trong phục vụ.
Là một trong những lớp tàu khu trục hiện đại và mạnh mẽ nhất của Hải quân Hoàng gia, lớp Tribal đã phục vụ một các nổi bật hầu như trên mọi mặt trận của Thế Chiến II. Chỉ có một nhóm nhỏ thuộc Hải quân Hoàng gia Anh sống sót qua chiến tranh, tất cả đều bị tháo dỡ do đã bị sử dụng quá mức. Những chiếc lớp Tribal khác của các nước trong khối Thịnh Vượng Chung tiếp tục phục vụ trong Chiến tranh lạnh, và hoạt động nổi bật trong Chiến tranh Triều Tiên. Chỉ có một chiếc lớp Tribal còn sống sót cho đến hôm nay: HMCS Haida, hiện là một tàu bảo tàng tại Hamilton Harbour, Ontario, Canada.

## Lịch sử thiết kế
Từ năm 1926, mọi tàu khu trục của Hải quân Hoàng gia đều là sự phát triển kế thừa tiếp nối nhau dựa trên hai chiếc nguyên mẫu Amazon và Ambuscade. Trong những năm giữa hai cuộc thế chiến, sự phát triển về vũ khí và động lực đã khiến cho đến giữa những năm 1930, các tàu khu trục "tiêu chuẩn sau thế chiến" của Anh bị các thiết kế của nước ngoài lấn át, đặc biệt là của Nhật Bản, Đức và Ý. Đối phó lại xu hướng này, Bộ Hải quân Anh quyết định phát triển một kiểu tàu khu trục mới, nhấn mạnh về vũ khí hải pháo hơn là ngư lôi. Kiểu tàu khu trục này dựa trên "Thiết kế V", một thiết kế thất bại về một kiểu tàu tuần dương hạm đội nhỏ, mà một biến thể của thiết kế này đã trở thành lớp tàu tuần dương Dido. Thiết kế dự kiến một con tàu tải trọng 1.850 tấn Anh (2.070 tấn Mỹ), có tốc độ 36,25 hải lý trên giờ (67,14 km/h; 41,72 mph), tầm xa hoạt động 5.500 hải lý (10.200 km; 6.300 mi), và một dàn pháo chính gồm năm khẩu 4,7 in (120 mm).
Mặc dù thiết kế này bị từ chối cho vai trò một tàu tuần dương hạm đội, đến tháng 8 năm 1938, với không ít hơn tám thiết kế được đề nghị, nó được phát triển thành một tàu khu trục với tám khẩu pháo QF 4,7 inch Mark XII trên bốn bệ nòng đôi với góc nâng tối đa đến 40°, kiểm soát bởi bộ bộ kiểm soát hỏa lực góc thấp (LA) và một bộ điều khiển đo tầm xa góc cao-thấp (HA/LA) trên cầu tàu. Để bảo vệ phòng không tầm gần, con tàu được trang bị một khẩu đội QF 2 pdr "pom pom" Mark VII bốn nòng cùng hai súng máy Vickers.50 bốn nòng. Những con tàu này được trang bị Đồng hồ Hẹn giờ Kíp nổ như Máy tính Kiểm soát Hỏa lực Góc cao, vốn được sử dụng trên các lớp tàu khu trục Anh tiếp theo trong thời chiến. Chúng cũng được trang bị một dàn phóng ngư lôi bốn nòng. Chúng được xem là những con tàu đẹp mắt, với mũi tàu chéo có đặc tính đi biển xuất sắc cùng hai ống khói nghiêng và các cột ăn-ten. Chúng được ghi nhớ với ấn tượng lớn cho đến ngày hôm nay.
Lớp Tribal lớn hơn và khác biệt đáng kể trong phục vụ so với các tàu khu trục Anh Quốc khác, đến mức người ta từng cân nhắc đến việc phục hồi cách xếp loại như lớp tàu corvette cho chúng. Việc này đã không tiến triển, và vào năm 1939, lớp Tribal được phân lớp như một tàu khu trục, trong khi tên gọi tàu corvette được gán cho các tàu hộ tống chống tàu ngầm như lớp Flower.

## Thiết kế và chế tạo

### Thiết kế
Những chiếc lớp Tribal có chiều dài ở mực nước là 355 foot 6 inch (108,36 m) và chiều dài chung 377 foot (114,91 m); mạn thuyền rộng 36 foot 6 inch (11,13 m) và độ sâu của mớn nước là 9 foot (2,74 m). Nó có trọng lượng choán nước tiêu chuẩn 1.854 tấn Anh (1.884 t) và lên đến 2.519 tấn Anh (2.559 t) khi đầy tải. Ba nồi hơi ống nước Admiralty hoạt động ở áp lực 300 pound trên inch vuông (2.100 kPa) nhiệt độ 620 °F (327 °C) cung cấp hơi nước cho các turbine Parsons với hộp số giảm tốc đơn cấp, dẫn động hai trục chân vịt, tạo ra công suất 44.000 mã lực càng (33.000 kW) ở tốc độ vòng xoay 350 rpm. Công suất này đủ cho con tàu di chuyển với tốc độ tối đa 36 hải lý trên giờ (67 km/h; 41 mph). Con tàu mang theo 525 tấn dầu đốt, cung cấp tầm xa hoạt động 5.700 hải lý (10.600 km; 6.600 mi) ở tốc độ đường trường 15 hải lý trên giờ (28 km/h; 17 mph) hoặc 3.200 hải lý (5.900 km; 3.700 mi) ở tốc độ 20 hải lý trên giờ (37 km/h; 23 mph). Thủy thủ đoàn của con tàu bao gồm 190 sĩ quan và thủy thủ.
Những chiếc lớp Tribal có dàn pháo chính gồm tám khẩu 4,7 in (120 mm) QF Mark XII trên bốn bệ nòng đôi vận hành bằng điện. Các bộ điều khiển hỏa lực góc thấp và góc cao được bố trí riêng biệt cho hỏa lực chống hạm và phòng không, cho dù các khẩu pháo này chỉ có thể nâng tối đa đến góc 40°, vốn được đánh giá là đủ cho nhiệm vụ phòng không tầm xa để tự vệ hạm đội. Việc không kích tầm cao được xem không phải là mối đe dọa cho một con tàu nhanh và cơ động như kiểu tàu khu trục. Hỏa lực phòng không tầm gần bao gồm một khẩu QF 2 pounder "pom-pom" Mk. VII phòng không bốn nòng và hai dàn súng máy Vickers.50 Mk. II bốn nòng. Vũ khí ngư lôi bao gồm một bệ bốn nòng vận hành bằng điện mang ngư lôi 21 inch (530 mm) Mk. IX; và vũ khí chống tàu ngầm gồm hai máy phóng và một đường ray thả mìn sâu, với tổng cộng 30 quả mìn được mang theo.

### Chế tạo
Hải quân Hoàng gia Anh đã đặt hàng bảy chiếc lớp Tribal vào ngày 10 tháng 3 năm 1936, cùng một đợt thứ hai gồm chín chiếc vào ngày 9 tháng 6 cho một lực lượng gồm hai chi hạm đội. Cả Hải quân Hoàng gia Australia lẫn Hải quân Hoàng gia Canada đều đã đặt hàng một chi hạm đội Tribal. Tám chiếc của Australia được chế tạo tại các xưởng tàu ở Australia; trong đó ba chiếc được hoàn tất, hai vào năm 1942 và một vào năm 1945, nhưng những chiếc còn lại bị hủy bỏ. Đặt hàng của Canada bao gồm bốn chiếc tại các xưởng đóng tàu Anh vào năm 1940 (hoàn tất vào năm 1942 và 1943); cùng bốn chiếc khác tại các xưởng đóng tàu Canada ở Halifax vào năm 1942. Những chiếc sau này chỉ hoàn tất sau khi chiến tranh kết thúc.
Tổng cộng từ năm 1937 đến năm 1945, hai mươi bảy chiếc thuộc lớp Tribal đã được chế tạo. Chi phí ước lượng của mỗi chiếc là vào khoảng 340.000 Bảng Anh không kể vũ khí, và chi phí chung là khoảng 520.000 Bảng Anh.

## Cải biến

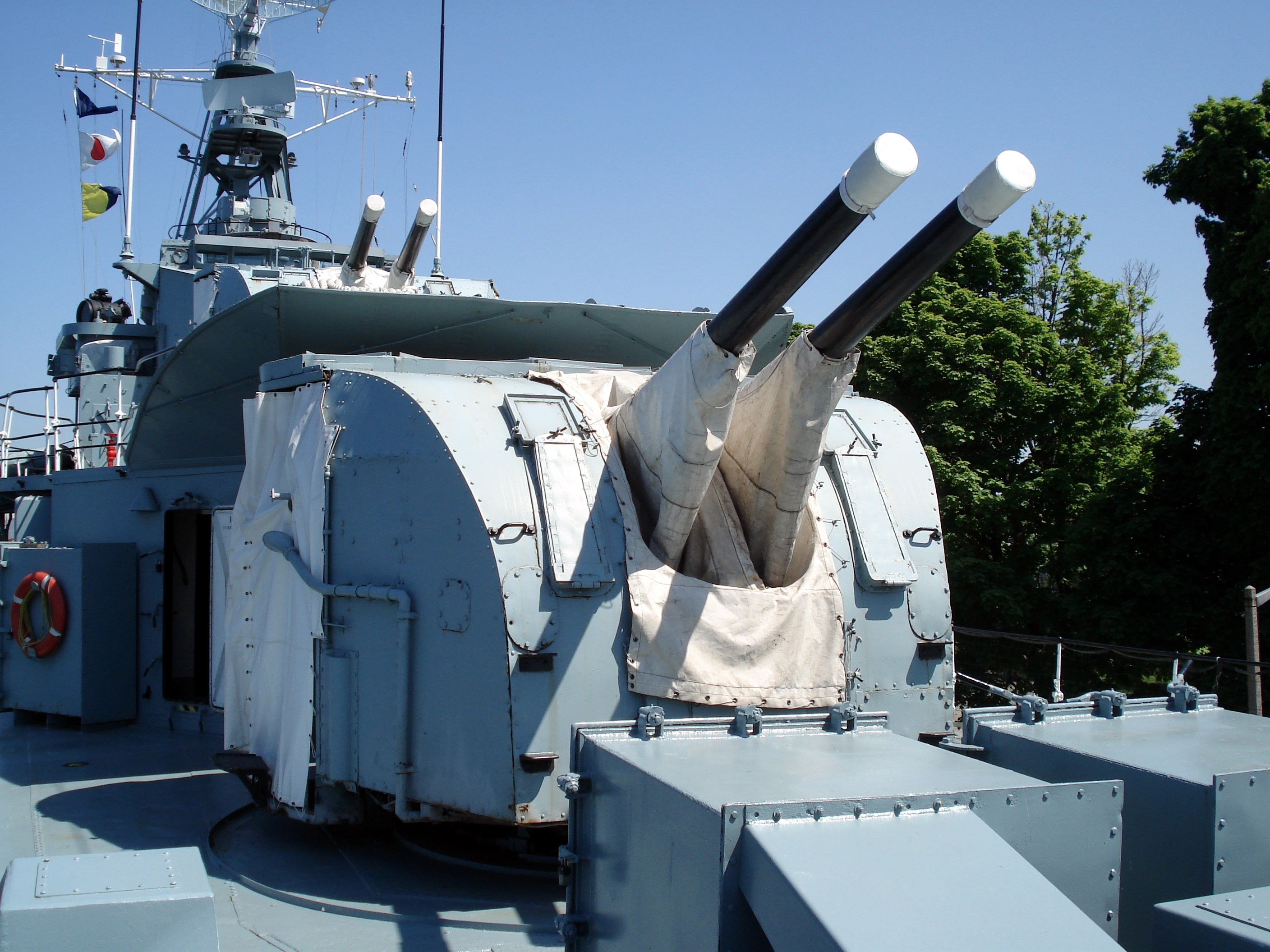
Hải pháo QF 4-inch Mk XVI nòng đôi trên chiếc HMCS Haida

### Cải biến trong chiến tranh
Hải quân Hoàng gia Anh trang bị cho lớp Tribal một dàn hỏa lực phòng không tương đối mạnh; cả tám khẩu pháo 4,7 inch (120 mm) đều có thể đối đầu với máy bay với hỏa lực dự đoán bởi một máy tính FKC, và do đó cung cấp một sự bổ sung mạnh mẽ cho việc phòng không của hạm đội chiến trận. Vũ khí phòng không tầm gần gồm một dàn pháo 2-pounder bốn nòng và hai dàn súng máy Vickers bốn nòng  là một bước tiến đáng kể so với các lớp tàu khu trục trước đó và mạnh hơn vũ khí tầm gần của hầu hết tàu khu trục các nước khác vào năm 1939. Tuy nhiên, trước chiến tranh, Hải quân Hoàng gia suy đoán rằng các tàu khu trục sẽ hoạt động chủ yếu như là tàu hộ tống cho hạm đội chiến trận, và không phải là mục tiêu chính cho các cuộc không kích. Các sự kiện sau đó cho thấy tàu khu trục thường hoạt động độc lập và trở thành mục tiêu chính cho các cuộc tấn công của Không quân Đức, đặc biệt là bởi máy bay ném bom bổ nhào. Sau khi Afridi và Gurkha bị mất, những chiếc còn lại được tái trang bị để cải thiện tình hình. Tháp pháo "X" trang bị pháo 4,7 inch (120 mm) trên mỗi chiếc được tháo dỡ để thay bằng pháo QF 4-inch Mk XVI nòng đôi trên bệ góc cao/thấp (HA/LA) Mark XIX. Cột ăn-ten chính được cắt ngắn và ống khói phía sau được hạ thấp để cải thiện góc bắn vũ khí phòng không. Khi đã sẵn có, pháo tự động Oerlikon 20 mm phòng không được tăng cường, trước tiên là bổ sung, và sau đó là thay thế cho súng máy 0.5 inch. Trữ lượng mìn sâu mang theo cũng tăng thêm, từ 30 lên 46 quả. Ngoài ra, lớp Tribal thoạt tiên có vấn đề rò rỉ các bồn nước động cơ; điều này là do những vấn đề của cánh turbine gây ra bởi áp lực lên cấu trúc khi chạy tốc độ cao lúc thời tiết xấu.
Đến năm 1944, bốn chiếc lớp Tribal của Anh còn sống sót được trang bị một cột ăn-ten trước cao dạng lưới để mang radar Kiểu 293 chỉ thị mục tiêu và radar Kiểu 291 cảnh báo trên không, cùng một radar Kiểu 285 được bổ sung vào bộ điều khiển-đo tầm xa. Hai chiếc đầu tiên do Canada chế tạo, Micmac và Nootka, được trang bị ba bệ pháo 4,7 inch (120 mm) nòng đôi và một bệ 4 inch (100 mm) nòng đôi như là tiêu chuẩn vào thời đó, với bệ pháo 4,7 inch (120 mm) được trang bị điều khiển kíp nổ phòng không cải tiến; trong khi hai chiếc Tribal do Canada chế tạo sau cùng có tám nòng pháo QF 4-inch Mk XVI R.P.C. và từ bốn đến sáu khẩu Bofors 40 mm như là tiêu chuẩn, cùng một bộ điều khiển hỏa lực Mk VI.

### Cải biến sau chiến tranh
Sau chiến tranh, những chiếc còn sống sót trong lớp Tribal gặp phải những số phận khác nhau: những chiếc của Hải quân Hoàng gia Anh được cho nghỉ hưu vào những năm 1950, trong khi những chiếc của hải quân Australia và Canada tiếp tục phục vụ, nhiều chiếc được tái trang bị như những tàu khu trục chống tàu ngầm. Những chiếc Tribal của Canada chế tạo tại Anh được tháo dỡ các khẩu pháo 4,7 inch (120 mm), thay thế bằng kiểu hải pháo QF 4 in (100 mm) Mk XVI trên các bệ nòng đôi tại các vị trí "A" và "B" để cải thiện khả năng phòng không, một cặp súng cối Squid để chống tàu ngầm, cùng một khẩu đội 3 in (76 mm)/50 Mark 33 nòng đôi tại vị trí "X" để phòng không. Cảm biến radar và sonar cũng được nâng cấp cho vai trò mới, và sau khi tái trang bị, những chiếc Tribal của Canada đã tiếp tục phục vụ cho đến những năm 1960.
Hai chiếc Tribal của Australia, Arunta và Warramunga, được hiện đại hóa vào đầu những năm 1950. Khẩu pháo 4,7 inch (120 mm) tận cùng phía đuôi được tháo dỡ, chỗ trống được cải thiện để trang bị súng cối Squid chống tàu ngầm. Các bộ sonar và radar mới cũng được trang bị, trong đó radar mới đòi hỏi phải thay cột ăn-ten dạng ba chân thành cột ăn-ten dạng lưới. Mặc dù được dự kiến chỉ mất sáu tháng để hoàn tất, việc hiện đại hóa mỗi con tàu đã cần đến hai năm để hoàn thành, khi mà những thiết bị cải biến đã tỏ ra lạc hậu. Những giới hạn ngân sách đã khiến cho việc hiện đại hóa chiếc Tribal thứ ba của Australia, Bataan, không được thực hiện; và một sự kết hợp của việc thiếu hụt nhân lực và tình trạng lạc hậu nhanh chóng đã khiến cho cả ba chiếc trong lớp được cho ngừng hoạt động vào cuối những năm 1950.

## Lịch sử phục vụ trong chiến tranh
Là một trong những lớp tàu khu trục hiện đại và mạnh mẽ nhất của Hải quân Hoàng gia, lớp Tribal đã được bố trí rộng rãi trong Thế Chiến II, và đã phục vụ nổi bật tại hầu hết mọi mặt trận của cuộc chiến tranh. Chúng thường được lựa chọn cho những nhiệm vụ đặc biệt, và kết quả là bị tổn thất nặng nề với 12 trong số 16 chiếc của Hải quân Hoàng gia Anh bị đánh chìm, cùng một chiếc khác của Canada. Gurkha có số phận không may mắn hiếm hoi khi được chọn để đặt tên cho hai tàu khu trục cùng bị đánh chìm trong chiến tranh: chiếc Larne thuộc lớp L được đổi tên nhằm vinh danh chiếc khu trục lớp Tribal bị mất, nhưng bản thân nó cũng bị đắm năm 1942.

### 1940

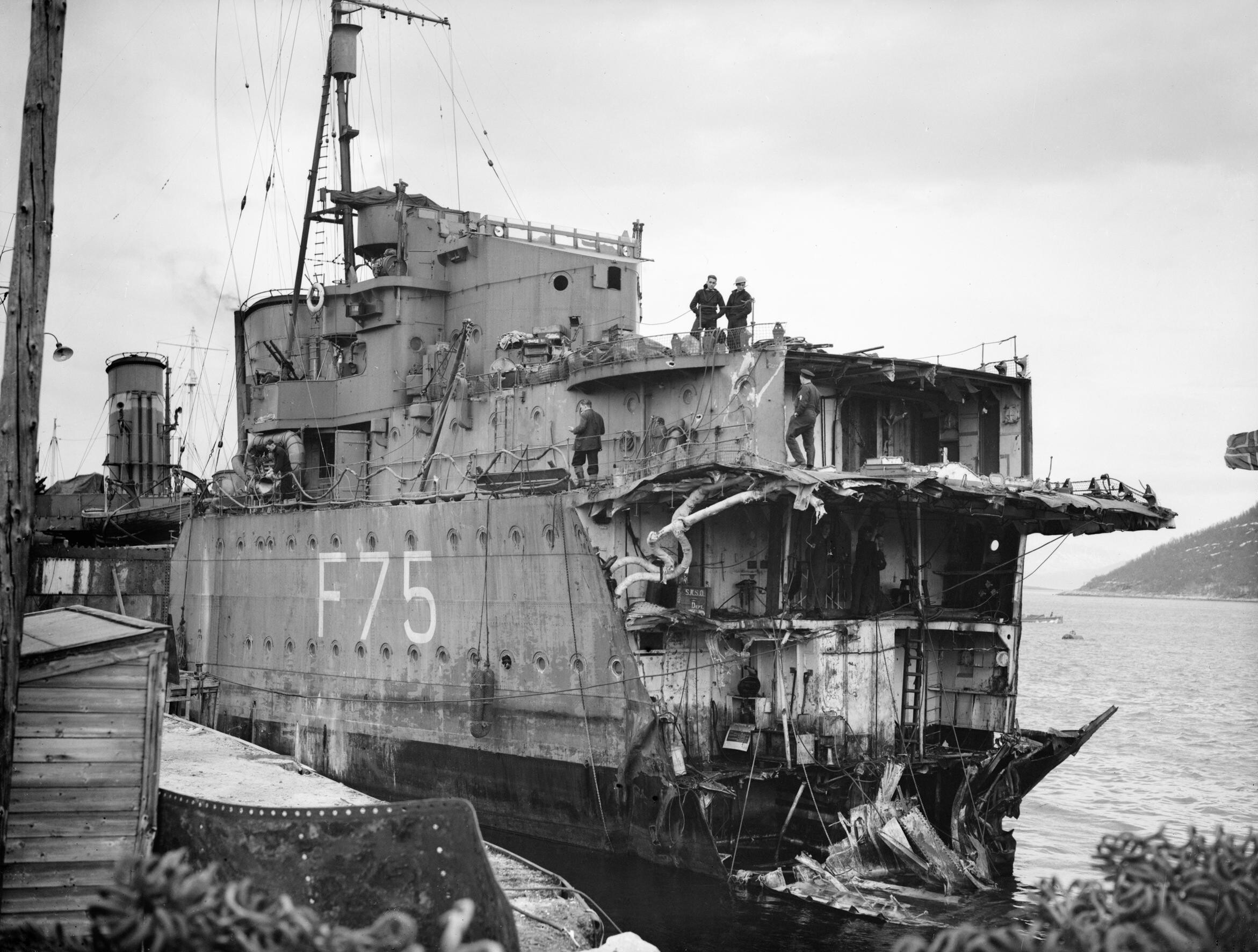
HMS Eskimo với những hư hại trước mũi, Na Uy, tháng 5 năm 1940

Cossack có được vinh quang vào đầu chiến tranh, khi vào ngày 6 tháng 2 năm 1940, dưới quyền chỉ huy của Đại tá Hải quân Philip Vian, nó săn đuổi rồi đổ bộ lên chiếc tàu chở dầu Đức Altmark tại vùng biển trung lập của Na Uy, và giải cứu được khoảng 300 tù binh Anh trên tàu. Được biết đến dưới tên Sự kiện Altmark, đây là lần đổ bộ lên tàu đối phương cuối cùng của Hải quân Hoàng gia. Gurkha bị mất sớm trong chiến tranh khi bị máy bay ném bom Đức đánh chìm ngoài khơi Stavanger. Afridi cũng mất không lâu sau đó do bị máy bay ném bom bổ nhào đánh chìm trong khi triệt thoái binh lính khỏi Namsos. Bedouin, Punjabi, Eskimo và Cossack tham gia trận Narvik thứ hai, nơi Eskimo bị thổi tung mũi tàu.

### 1941
Vào tháng 5 năm 1941, Somali, Bedouin và Eskimo cùng với tàu khu trục lớp N Nestor và các tàu tuần dương Edinburgh, Manchester và Birmingham đã bắt giữ chiếc tàu khảo sát thời tiết Đức München, chiếm được các bảng giải mật mã Enigma. Cũng trong tháng đó, Zulu, Sikh, Cossack và Maori đụng độ với thiết giáp hạm Đức Bismarck, trong khi Mashona bị máy bay Đức đánh đắm trong các hoạt động này. Tại Địa Trung Hải, Mohawk bị mất trong thành phần Lực lượng K do trúng ngư lôi từ tàu khu trục Ý Luca Tarigo vào tháng 4, trong khi Cossack, Sikh, Zulu và Maori tham gia Chiến dịch Substance, một đoàn tàu tăng viện giải vây cho Malta đang bị phong tỏa. Cossack trúng ngư lôi từ tàu ngầm U-boat Đức U-563 vào tháng 10 trong khi hộ tống cho Đoàn tàu HG 74 tại Đại Tây Dương về phía Tây Gibraltar, và bị đắm sau đó đang khi được kéo đi. Maori và Sikh nằm trong số những người chiến thắng trong Trận mũi Bon vào tháng 12. Bedouin tham gia Chiến dịch Archery, một hoạt động đột kích phối hợp không kích của Anh nhằm phân tán các nguồn lực của Đức đến Na Uy trong suốt thời gian còn lại của chiến tranh.

### 1942
Vào năm 1942, Matabele đắm do trúng ngư lôi từ tàu ngầm U-boat U-454 trong biển Barents; Maori bị một quả bom đánh trúng phòng động cơ đang khi neo đậu tại Grand Harbour, Valletta, Malta vào tháng 2, nó bốc cháy và sau đó nổ tung tại nơi neo đậu. Punjabi bị đắm do bị thiết giáp hạm Anh King George V húc phải vào tháng 5 trong lúc đang làm nhiệm vụ hộ tống khi sương mù dày đặc. Đến tháng 6, Bedouin bị loại khỏi vòng chiến sau khi đụng độ với các tàu tuần dương Raimondo Montecuccoli và Eugenio di Savoia của Hải quân Ý trong Chiến dịch Harpoon; mặc dù sau đó được chiếc HMS Partridge kéo đi, dây cáp buộc phải cắt khi các tàu tuần dương đối phương lại xuất hiện, và Bedouin chết đứng giữa biển bị máy bay đối phương đánh chìm. Đến tháng 9, thêm hai chiếc lớp Tribal khác bị đánh chìm trong trận Địa Trung Hải: Sikh và Zulu, trong một cuộc đột kích tai hại xuống Tobruk. Cũng trong tháng đó, Somali trúng ngư lôi từ tàu ngầm U-boat U-703 đang khi hộ tống cho Đoàn tàu QP 14 quay trở về từ Nga. Mặc dù được kéo đi, nó đắm bốn ngày sau đó do biển động mạnh làm vỡ lườn tàu. Đây là tổn thất lớp Tribal cuối cùng của Hải quân Anh trong chiến tranh.

### 1943
Vào năm 1943, bốn chiếc lớp Tribal còn lại của Anh, Ashanti, Eskimo, Tartar và Nubian, tham gia Chiến dịch Retribution nhằm ngăn cản Quân đoàn châu Phi Đức triệt thoái về Ý. Tartar, Nubian và Eskimo sau đó bảo vệ cho Đồng Minh chiếm đóng Sicily, và sau khi chiến dịch thành công, cả bốn chiếc tham gia chiến dịch Đồng Minh chiếm đóng Ý tại Salerno. Ashanti và Athabaskan sau đó hộ tống cho Đoàn tàu RA 55A tại Bắc Cực vốn đã tham gia vào Trận chiến mũi North nơi thiết giáp hạm Đức Scharnhorst bị đánh chìm.
Cùng thời gian đó, hai chiếc lớp Tribal của Australia, Arunta và Warramunga, được điều động gia nhập Lực lượng Đặc nhiệm 74, một đơn vị hỗn hợp Australia-Hoa Kỳ để hỗ trợ cho một loạt các cuộc đổ bộ tại New Britain, Thái Bình Dương, và được bố trí để tham gia một loạt các cuộc đổ bộ trong Chiến dịch Cartwheel.

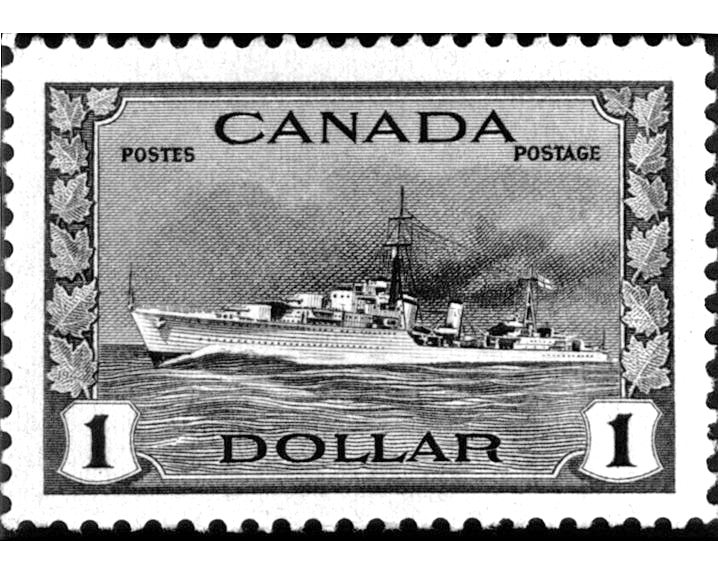
Một tem bưu chính Canada năm 1944 trình bày một tàu khu trục lớp Tribal

Những chiếc lớp Tribal của Canada cũng hoạt động tích cực: Athabaskan bị trúng một quả bom lượn Đức đang khi hoạt động trong khu vực vịnh Biscay, và bị loại khỏi vòng chiến trong hơn ba tháng, trong khi hộ tống nhiều đoàn tàu vận tải Bắc Cực.

### 1944
Eskimo, Ashanti, Athabaskan, Haida, Huron, Nubian, Tartar và sau đó là Iroquois đã hoạt động tích cực trong khu vực eo biển Manche trước và sau Chiến dịch Overlord, đánh chìm hay làm hư hại một loạt tàu đối phương.
Đến tháng 4, Athabaskan và Haida đụng độ với hai tàu phóng lôi E-boat Đức trong eo biển Manche. Athabaskan bị đánh chìm bởi một quả ngư lôi từ chiếc T24, trong khi Haida truy đuổi T-27 buộc đối phương phải mắc cạn; sau đó Haida quay trở lại và cứu vớt được 42 người sống sót từ chiếc Athabaskan. Một chiếc lớp Tribal khác của Canada đang chế tạo được đổi tên thành Athabaskan để vinh danh con tàu bị mất. Trong cuộc đổ bộ Normandy, Eskimo, Tatar, Ashanti, Haida và Huron đã đánh chìm, gây hư hại hay làm mắc cạn tàu phóng lôi T24, các tàu khu trục lớp Narvik Z24 và Z32, cùng chiếc tàu khu trục Gerard Callenburgh nguyên của Hà Lan trong một loạt trận chiến. Ngoài ra, Haida và Eskimo cũng đánh chìm tàu ngầm U-boat Đức U-971 bằng mìn sâu và hải pháo tầm gần, cứu được 53 người sống sót. Sau đó, Eskimo mắc tai nạn va chạm với tàu khu trục Javelin khiến nó bị loại khỏi hoạt động mất 5 tháng.
Sau cuộc đổ bộ Normandy, Nubian được gửi đi hộ tống các tàu chiến thuộc Hạm đội Nhà tham gia vào việc bảo vệ Đoàn tàu JW 59 đi Nga cũng như bảo vệ các cuộc không kích từ tàu sân bay nhắm vào thiết giáp hạm Đức Tirpitz và các mục tiêu khác tại Na Uy. Iroquois và Haida đã gặp gỡ tàu tuần dương thuộc lực lượng Pháp Tự do Jeanne d'Arc vốn đã đi từ Algiers đến Cherbourg chuyên chở Chính phủ lâm thời Pháp. Iroquois sau đó hộ tống cho chiếc tàu biển chở hành khách RMS Queen Mary đưa Thủ tướng Winston Churchill đi dự Hội nghị Quebec thứ hai.

### 1945
Eskimo, Nubian và Tartar trải qua đợt tái trang bị nhỏ và nhiệt đới hóa trước khi được gửi đi gia nhập Hạm đội Đông tại Ấn Độ Dương khi chiến tranh tại Đại Tây Dương đi vào giai đoạn kết thúc. Tại đây, chúng tham gia hộ tống các đơn vị chủ lực của Hải quân Hoàng gia và bắn phá bờ biển. Sau đó, Nubian và Tartar nằm trong lực lượng dự phòng trong Trận chiến eo biển Malacca, nơi tàu tuần dương Nhật Haguro bị đánh chìm. Eskimo và Nubian sau đó hoạt động tuần tra chống tàu bè, đánh chìm một tàu buôn Nhật và một tàu săn tàu ngầm gần Sumatra. Đây là hoạt động mặt biển chống tàu nổi đối phương sau cùng của Hải quân Hoàng gia trong Thế Chiến II. Đến tháng 7, Nubian và Tatar chuẩn bị cho Chiến dịch Zipper, một kế hoạch đổ bộ lực lượng Anh lên Malaya.
Trong giai đoạn này, những chiếc lớp Tribal của Canada cũng hoạt động tích cực: Haida, Huron và Iroquois đã hộ tống các đoàn tàu vận tải đi sang Nga cho đến tháng 5 năm 1945, khi Đức đầu hàng. Sau đó chúng tham gia hộ tống các tàu chiến Anh giải phóng Na Uy sau khi Đức đầu hàng. Iroquois sau đó tham gia cùng các tàu tuần dương Anh Dido, Devonshire và tàu khu trục Savage tại Copenhagen, rồi hướng đến Wilhelmshaven, để hộ tống cho các tàu tuần dương Đức Prinz Eugen và Nürnberg đầu hàng.  Sau đó, những chiếc Tribal Canada quay trở về cảng Halifax để tái trang bị nhiệt đới hóa nhằm hoạt động tại Viễn Đông, nhưng công việc bị hủy bỏ do Nhật Bản đầu hàng vào tháng 8 năm 1945, và được đưa về lực lượng dự bị.

## Sau chiến tranh
Hai mươi ba chiếc lớp Tribal đã được chế tạo trước và trong Thế Chiến II: mười sáu chiếc cho Hải quân Hoàng gia Anh, bốn chiếc cho Hải quân Hoàng gia Canada và ba chiếc cho Hải quân Hoàng gia Australia. Mười ba chiếc đã bị mất trong chiến tranh: gồm sáu chiếc của Anh bởi không kích, bốn của Anh và một của Canada do tấn công bằng ngư lôi, một của Anh do hỏa lực phòng thủ duyên hải ngoài khơi Tobruk, và một của Anh do va chạm với một thiết giáp hạm Anh.

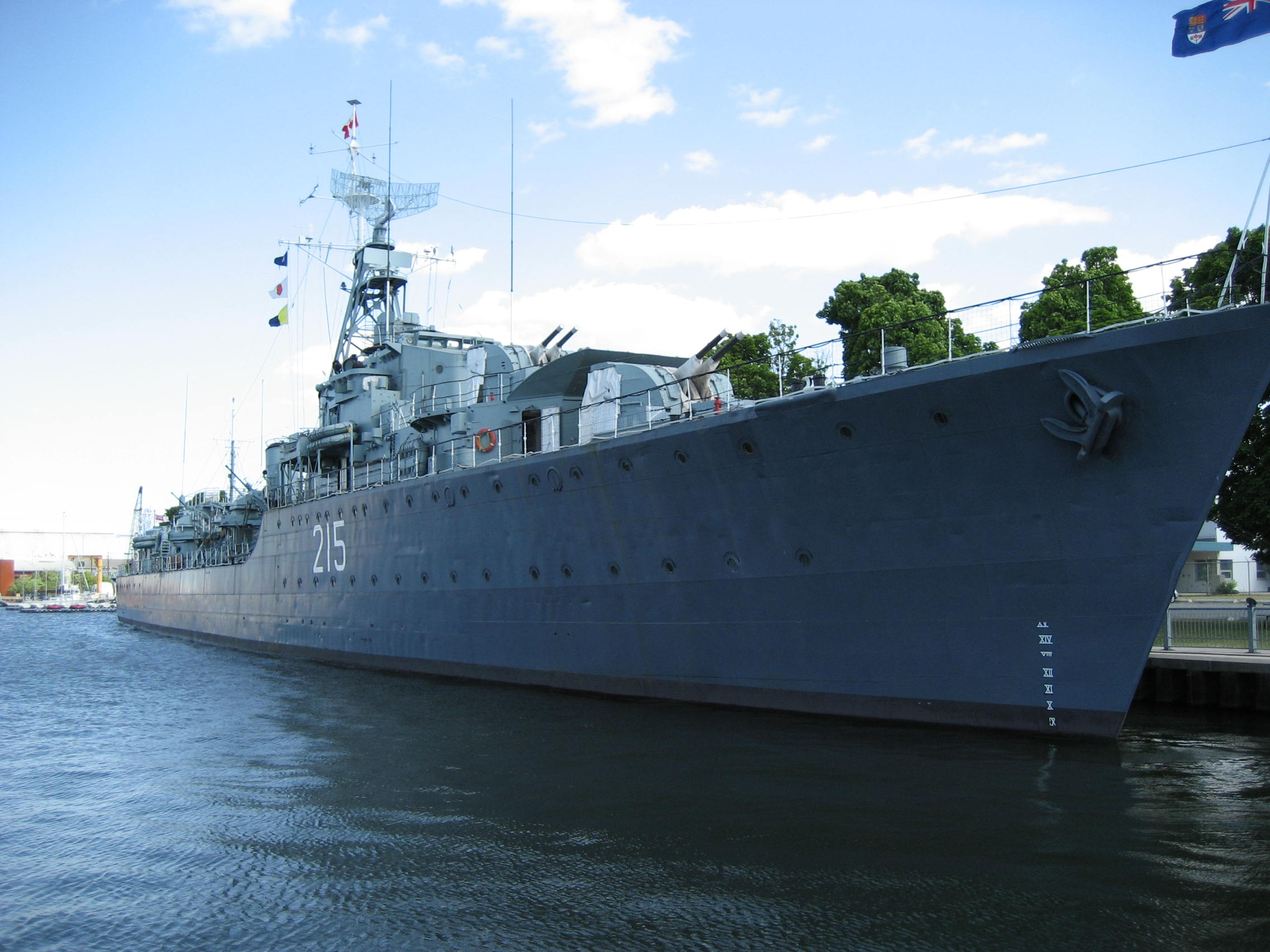
HMCS Haida, tàu bảo tàng tại Hamilton, Ontario

Bốn chiếc của Anh còn sống sót được cho ngừng hoạt động và tháo dỡ trong những năm 1948 và 1949, Trong khi những chiếc lớp Tribal của Canada và Australia được tái trang bị và hiện đại hóa để phục vụ sau chiến tranh. Bốn chiếc vẫn đang được tiếp tục chế tạo tại Canada khi Thế Chiến II kết thúc được hoàn tất và hiện đại hóa, trong khi năm chiếc đang được chế tạo tại Australia bị hủy bỏ.
Các con tàu của Canada và Australia, ngoại trừ Micmac, đã hoạt động trong Chiến tranh Triều Tiên, khi mà Bataan vào một lúc đã hộ tống cho chiếc tàu sân bay hạng nhẹ Hoa Kỳ cùng tên. Những chiếc lớp Tribal của Canada và Australia đã tiếp tục hoạt động cho đến cuối những năm 1950 và đầu những năm 1960, khi chúng dần dần được cho ngừng hoạt động và bị bán để tháo dỡ.
Chỉ có một chiếc trong lớp được giữ lại. HMCS Haida được bảo tồn và neo đậu tại cảng Hamilton, Ontario, Canada như một tàu bảo tàng. Mũi của chiếc HMS Maori, bị máy bay Đức đánh chìm vào ngày 12 tháng 2 năm 1942, nằm ở độ sâu 13 m (43 ft) bên dưới mặt biển tại cảng Marsamxett, Valletta, Malta, và là một địa điểm lặn thường xuyên.

## Những chiếc trong lớp
| Tên                                       | Đặt lườn               | Hạ thủy                | Nhập biên chế          | Số phận |
| Hải quân Hoàng gia Anh                    | Hải quân Hoàng gia Anh | Hải quân Hoàng gia Anh | Hải quân Hoàng gia Anh | Hải quân Hoàng gia Anh |
| ----------------------------------------- | ---------------------- | ---------------------- | ---------------------- | --- |
| HMS Afridi (F07)                          | 9 tháng 6 năm 1936     | 8 tháng 6 năm 1937     | 3 tháng 5 năm 1938     | Bị mất 3 tháng 5 năm 1940 do không kích ngoài khơi Namsos, Na Uy                                                           |
| HMS Ashanti (F51)                         | 23 tháng 11 năm 1936   | 5 tháng 11 năm 1937    | 21 tháng 12 năm 1938   | Bán để tháo dỡ, 12 tháng 4 năm 1949                                                                                        |
| HMS Bedouin (F67)                         | tháng 1 năm 1937       | 21 tháng 12 năm 1937   | 15 tháng 3 năm 1939    | Bị mất 15 tháng 6 năm 1942 do không kích sau khi bị hư hại bởi các tàu tuần dương Ý về phía Nam Pantellaria, Địa Trung Hải |
| HMS Cossack (F03)                         | 9 tháng 6 năm 1936     | 8 tháng 6 năm 1937     | 7 tháng 6 năm 1938     | Bị mất 24 tháng 10 năm 1941 do trúng ngư lôi từ tàu ngầm U-563 về phía Tây Gibraltar                                       |
| HMS Eskimo (F75)                          | 5 tháng 8 năm 1936     | 3 tháng 9 năm 1937     | 30 tháng 12 năm 1938   | Bán để tháo dỡ, 27 tháng 6 năm 1949                                                                                        |
| HMS Gurkha (F20)                          | 6 tháng 7 năm 1936     | 7 tháng 7 năm 1937     | 21 tháng 10 năm 1938   | Bị mất 9 tháng 4 năm 1940 do không kích ngoài khơi Stavanger, Na Uy                                                        |
| HMS Maori (F24)                           | 6 tháng 7 năm 1936     | 2 tháng 9 năm 1937     | 2 tháng 1 năm 1939     | Bị mất 12 tháng 2 năm 1942 do không kích tại Grand Harbour, Valletta, Malta                                                |
| HMS Mashona (F59)                         | 5 tháng 8 năm 1936     | 3 tháng 9 năm 1937     | 28 tháng 3 năm 1939    | Bị mất 28 tháng 5 năm 1941 do không kích về phía Tây Nam Ireland trong khi săn đuổi chiếc Bismarck                         |
| HMS Matabele (F26)                        | 1 tháng 10 năm 1936    | 6 tháng 10 năm 1937    | 25 tháng 1 năm 1939    | Bị mất 17 tháng 1 năm 1942 do trúng ngư lôi từ tàu ngầm U-454 trong biển Barents                                           |
| HMS Mohawk (F31)                          | 16 tháng 7 năm 1936    | 15 tháng 10 năm 1937   | 7 tháng 9 năm 1938     | Bị mất 16 tháng 4 năm 1941 do trúng ngư lôi từ các tàu khu trục Ý                                                          |
| HMS Nubian (F36)                          | 10 tháng 8 năm 1936    | 21 tháng 12 năm 1937   | 6 tháng 12 năm 1938    | Bán để tháo dỡ, 11 tháng 6 năm 1949                                                                                        |
| HMS Punjabi (F21)                         | 1 tháng 10 năm 1936    | 18 tháng 12 năm 1937   | 29 tháng 3 năm 1939    | Bị mất 1 tháng 5 năm 1942 do bị thiết giáp hạm King George V húc phải tại Đại Tây Dương                                    |
| HMS Sikh (F82)                            | 24 tháng 9 năm 1936    | 17 tháng 12 năm 1937   | 12 tháng 10 năm 1938   | Bị mất 14 tháng 9 năm 1942 do hỏa lực phòng thủ duyên hải ngoài khơi Tobruk                                                |
| HMS Somali (F33)                          | 26 tháng 8 năm 1936    | 24 tháng 8 năm 1937    | 12 tháng 12 năm 1938   | Bị mất 20 tháng 9 năm 1942 do trúng ngư lôi từ tàu ngầm U-703 tại biển Bắc Cực                                             |
| HMS Tartar (F43)                          | 26 tháng 8 năm 1936    | 21 tháng 10 năm 1937   | 10 tháng 3 năm 1939    | Bán để tháo dỡ, 6 tháng 1 năm 1948                                                                                         |
| HMS Zulu (F18)                            | 10 tháng 8 năm 1936    | 23 tháng 9 năm 1937    | 7 tháng 9 năm 1938     | Bị mất 14 tháng 9 năm 1942 do không kích ngoài khơi Tobruk                                                                 |
| Hải quân Hoàng gia Canada                 |                        |                        |                        | |
| HMCS Iroquois (G89) - (nguyên Athabaskan) | 19 tháng 9 năm 1940    | 23 tháng 9 năm 1941    | 10 tháng 12 năm 1942   | Bán để tháo dỡ, 1966 |
| HMCS Athabaskan (G07) - (nguyên Iroquois) | 31 tháng 10 năm 1940   | 18 tháng 11 năm 1941   | 3 tháng 2 năm 1943     | Bị mất 29 tháng 4 năm 1944 do trúng ngư lôi từ tàu phóng lôi Đức T-24 về phía Bắc Ile de Bas                               |
| HMCS Huron (G24)                          | 15 tháng 7 năm 1941    | 25 tháng 6 năm 1942    | 28 tháng 7 năm 1943    | Bán để tháo dỡ, 1965 |
| HMCS Haida (G63)                          | 29 tháng 9 năm 1941    | 25 tháng 8 năm 1942    | 18 tháng 9 năm 1943    | Ngừng hoạt động 1964; bảo tồn như một tàu bảo tàng tại Hamilton, Ontario,                                                  |
| HMCS Micmac (R10)                         | 20 tháng 5 năm 1942    | 18 tháng 9 năm 1943    | 14 tháng 9 năm 1945    | Bán để tháo dỡ, 1964 |
| HMCS Nootka (R96)                         | 20 tháng 5 năm 1942    | 26 tháng 4 năm 1944    | 9 tháng 8 năm 1946     | Bán để tháo dỡ, 1964 |
| HMCS Cayuga (R04)                         | 7 tháng 10 năm 1943    | 28 tháng 7 năm 1945    | 20 tháng 10 năm 1947   | Bán để tháo dỡ, 1964 |
| HMCS Athabaskan (R79)                     | 15 tháng 5 năm 1944    | 4 tháng 5 năm 1945     | 12 tháng 1 năm 1947    | Bán để tháo dỡ, 1969 |
| Hải quân Hoàng gia Australia              |                        |                        |                        | |
| HMAS Arunta (I30)                         | 15 tháng 11 năm 1939   | 30 tháng 11 năm 1940   | 30 tháng 4 năm 1942    | Bán để tháo dỡ 1969, đắm trên đường kéo đi tháo dỡ                                                                         |
| HMAS Warramunga (I44)                     | 10 tháng 2 năm 1940    | 2 tháng 2 năm 1942     | 23 tháng 11 năm 1942   | Bán để tháo dỡ 1963 |
| HMAS Bataan (I91) - (nguyên Kurnai)       | 18 tháng 2 năm 1942    | 15 tháng 1 năm 1944    | 25 tháng 5 năm 1945    | Bán để tháo dỡ 1958 |